# Concezioniste argentine
Le concezioniste argentine, figlie di Maria Immacolata (in spagnolo Hijas de María Inmaculada, Concepcionistas Argentinas), sono un istituto religioso femminile di diritto pontificio.

## Storia
La congregazione fu fondata a Córdoba, in Argentina, il 12 novembre 1877 dal sacerdote Jerónimo Clara, vicario generale della diocesi, su suggerimento del vescovo Eduardo Manuel Álvarez, per contrastare l'istruzione laica promossa dal governo liberale.
Il fondatore lasciò la direzione dell'opera prima ai frati mercedari e poi a Vladislas Castellano, futuro arcivescovo di Buenos Aires, che ricevette i primi voti emessi dalle prime religiose dell'istituto il 15 ottobre 1885.
L'istituto ricevette il pontificio decreto di lode il 29 marzo 1952.

## Attività e diffusione
Le suore si dedicano all'educazione della gioventù, alla protezione delle giovani e all'apostolato della preghiera.
La sede generalizia è a Córdoba.
Nel 2013 l'istituto contava 16 religiose in 7 case.